# HD 96167 b
HD 96167 b és un planeta extrasolar situat aproximadament a 274 anys llum en la constel·lació de la Copa, orbitant l'estrella de tipus G i magnitud aparent 8 HD 96167. És un gegant gasós que orbita a 1,3 ua en una òrbita extremadament el·líptica. Va ser descobert el 17 d'abril del 2009.